# PAMP
PAMP (od ang. pathogen-associated molecular patterns), wzorce molekularne związane z patogenami – charakterystyczne i powtarzalne wzorce molekularne związane z elementami budowy i metabolizmu licznych patogenów, na które może być narażony organizm. Są to struktury drobnoustrojów chorobotwórczych (np. składniki ściany komórkowej bakterii G+, błony komórkowej bakterii G–), selektywnie rozpoznawane przez mechanizmy układu odpornościowego nieswoistego i uruchamiające proces zwalczania infekcji.
Najważniejsze cechy charakteryzujące PAMP to:
- są wyłącznie spotykane w patogenach, a nigdy w komórkach własnych organizmu
- są ewolucyjnie konserwowane (niezmienne ewolucyjnie)
- są niezmienne i stałe dla większej grupy patogenów, a nie jednego gatunku patogenu
- są w niezmienionej formie bezwzględnie konieczne dla przetrwania patogenu. Mutacje i modyfikacje tych cząsteczek uniemożliwiają rozwój chorobotwórczego drobnoustroju

Należą do nich między innymi:
- lipopolisacharyd, występujący u bakterii Gram-ujemnych
- lipoproteiny
- peptydoglikany
- kwas lipotejchojowy
- dwuniciowe RNA wirusów
- jednoniciowe RNA wirusów
- niemetylowane sekwencje CpG
- polisacharydy bakterii
- lipoarabinomannan
- zymosan u drożdży
- białka ścian bakterii
- metionina N-formylowana
- mannany i mannozylowane białka u drożdży

W organizmie ludzkim cząsteczki PAMP są rozpoznawane dzięki receptorom rozpoznającym wzorce – specyficznym strukturom znajdujących się na przede wszystkim na powierzchni komórek. Najlepiej poznaną ich grupą są receptory toll-podobne.